# Parrocchie dell'arcidiocesi di Gaeta
L'arcidiocesi di Gaeta si estende in prevalenza nel territorio meridionale della provincia di Latina (comprese le isole di Ponza e Ventotene) e abbraccia anche 3 comuni della provincia di Frosinone. Il territorio è suddiviso in 57 parrocchie raggruppate in quattro foranie (vicariati): Gaeta, Fondi, Formia e Minturno.

## Forania di Gaeta

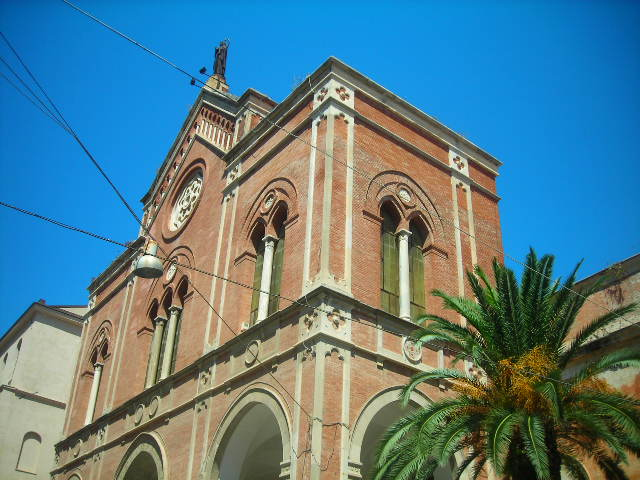
Cattedrale dei Santi Erasmo e Marciano e di Santa Maria Assunta a Gaeta

- Cattedrale dei Santi Erasmo e Marciano e di Santa Maria Assunta - Gaeta
- San Biagio V. M. - Gaeta
- San Carlo Borromeo - Gaeta
- San Giacomo Apostolo - Gaeta
- Santuario di San Nilo Abate - Gaeta
- San Paolo Apostolo - Gaeta
- Santi Cosma e Damiano - Gaeta
- Santo Stefano Protomartire - Gaeta
- Santuario della Santissima Annunziata - Gaeta

## Forania di Fondi
- San Pietro Apostolo - Fondi

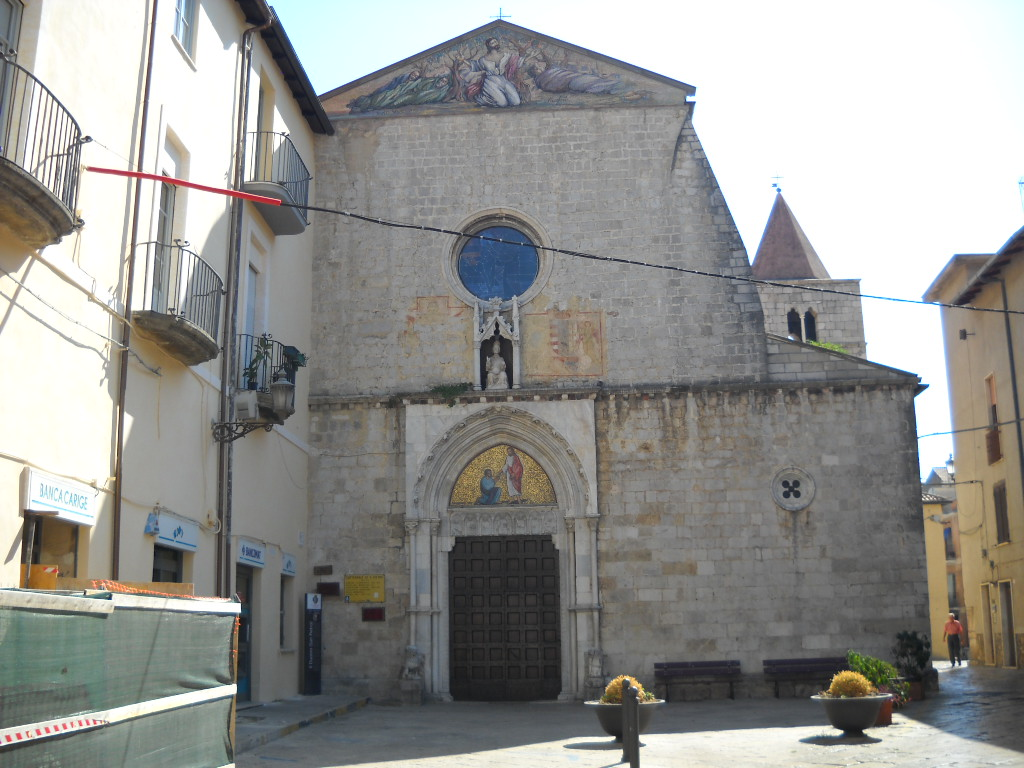
La Chiesa di San Pietro Apostolo a Fondi (ex cattedrale)

- Regalità di Maria SS. e San Pio X - Salto Covino di Fondi
- San Francesco d'Assisi - Fondi
- San Paolo Apostolo - Fondi
- Santa Maria degli Angeli e San Magno - Fondi
- Santa Maria in piazza - Fondi
- San Michele Arcangelo - Campodimele
- San Michele Arcangelo - Itri
- Santa Maria Maggiore - Itri
- Santa Maria Maggiore - Lenola
- Santa Maria Maggiore - Pastena (FR)
- San Giovanni Battista - Monte San Biagio
- San Giuseppe Lavoratore - Monte San Biagio
- Santa Maria Assunta in cielo - Sperlonga

## Forania di Formia
- Sant’Erasmo V.M. - Formia

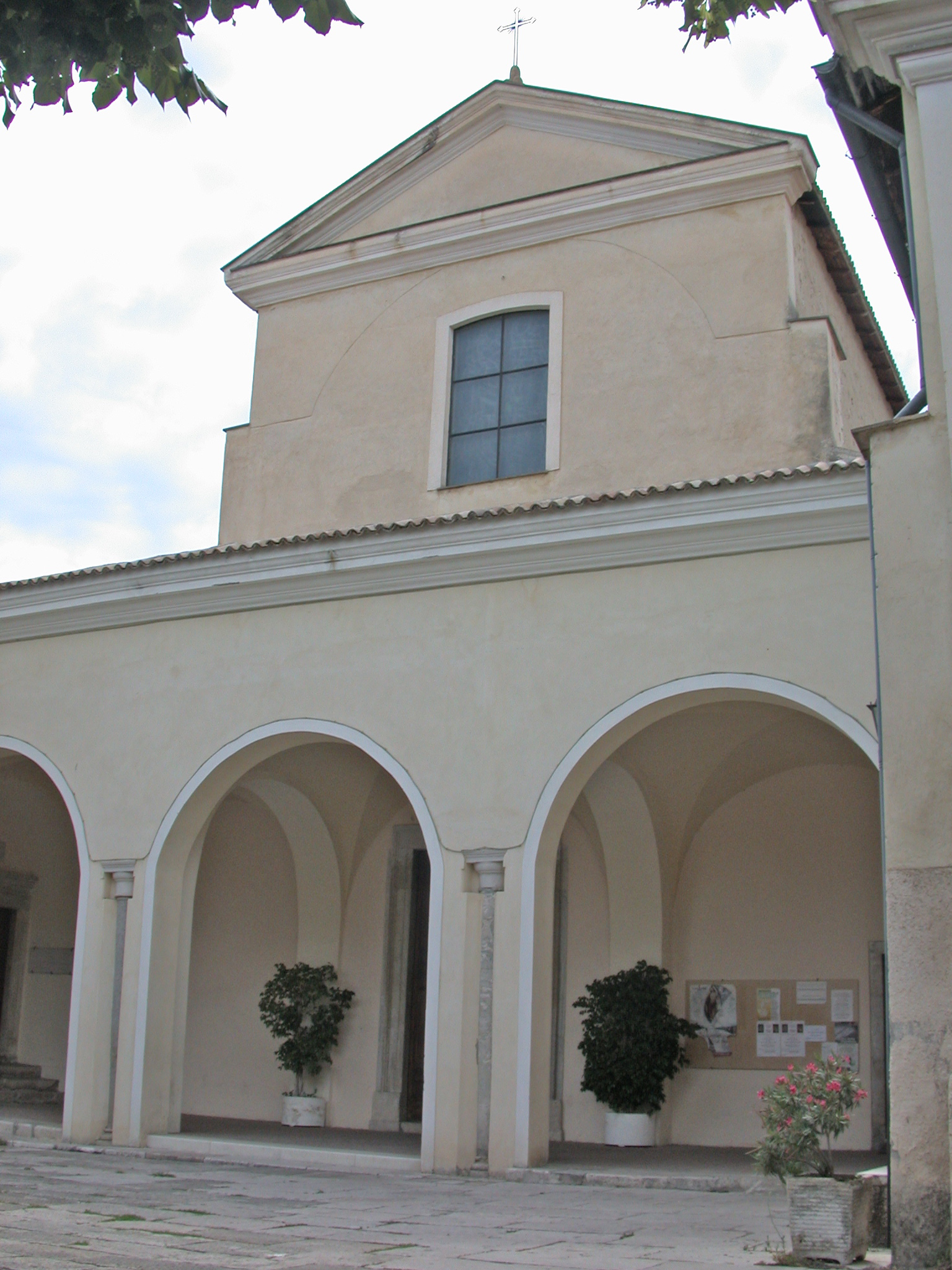
La Chiesa di Sant'Erasmo V.M. a Formia (ex cattedrale)

- San Lorenzo e San Giovanni Battista - Formia
- San Giuseppe Lavoratore - Formia
- Madonna del Carmine - Formia
- Santa Teresa d'Avila - Formia
- Sacro Cuore di Gesù - Vindicio in Formia
- Cuore Immacolato di Maria - Formia
- Risurrezione di Nostro Signore Gesù Cristo - Gianola di Formia
- Cuore Eucaristico di Gesù - Penitro di Formia
- Santa Caterina V.M. - Castellonorato di Formia
- Sant'Andrea Apostolo - Trivio di Formia
- San Luca Evangelista - Maranola di Formia
- Santa Maria Dei Martiri - Maranola di Formia
- Santa Candida V.M. - Ventotene
- Santa Maria Assunta in cielo - Le Forna di Ponza
- San Silverio e Santa Domitilla - Ponza

## Forania di Minturno
- San Pietro Apostolo - Minturno

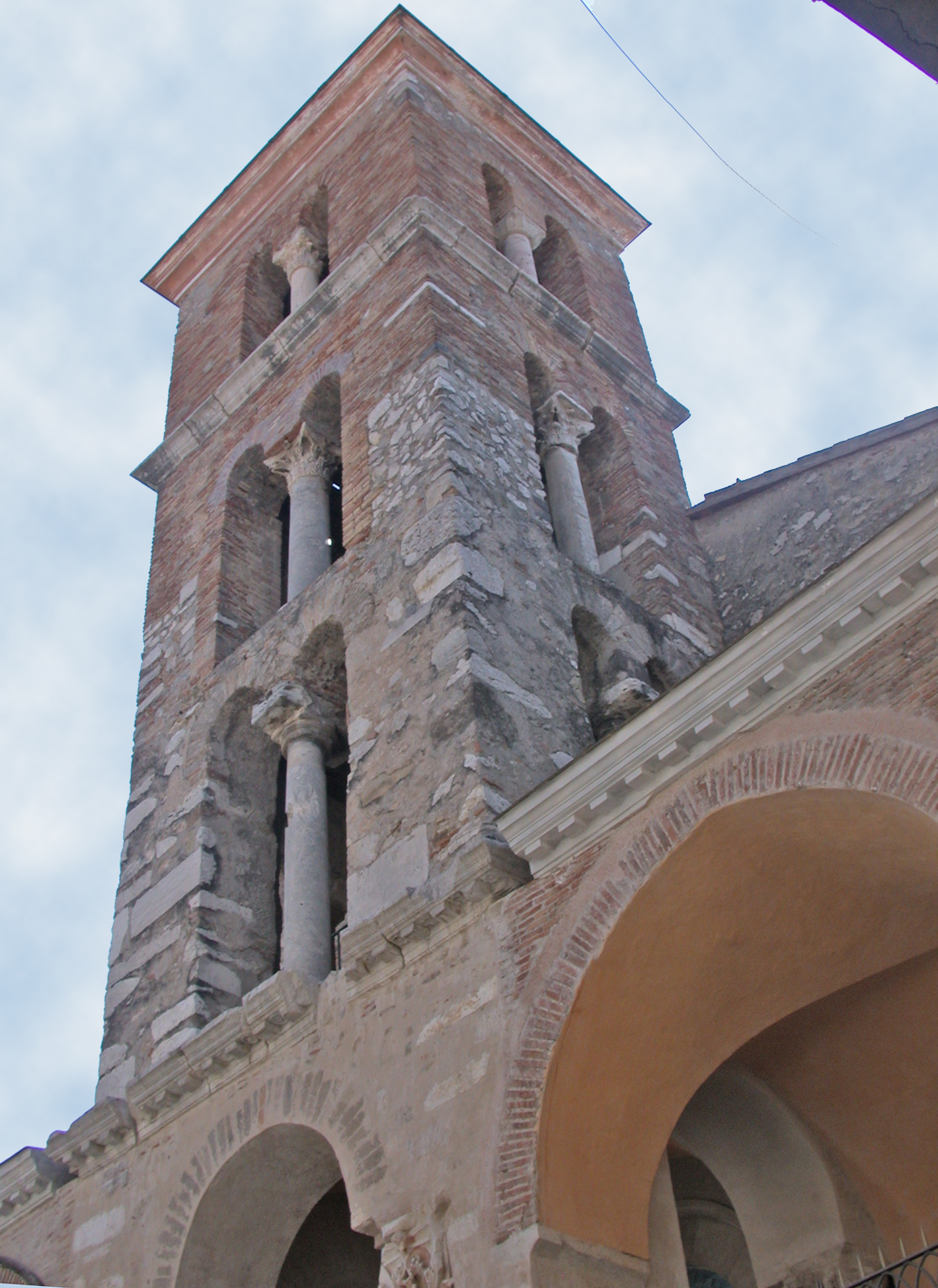
La Chiesa di San Pietro Apostolo a Minturno (ex cattedrale)

- San Biagio V.M. - Marina di Minturno
- San Giuseppe - Pulcherini di Minturno
- Santa Maria Infante - Santa Maria Infante di Minturno
- Maria SS. Immacolata - Scauri di Minturno
- Sant'Albina V.M. - Scauri di Minturno
- San Nicandro M. - Tremensuoli di Minturno
- San Leonardo Abate - Tufo di Minturno
- San Michele Arcangelo - Ausonia (FR)
- Santa Maria del Piano - Ausonia (FR)
- San Bartolomeo Apostolo e Sant'Antonio di Padova - Selvacava di Ausonia (FR)
- San Giovanni Battista - Castelforte
- San Michele Arcangelo - Suio di Castelforte
- Santa Maria del Buon Rimedio - Suio di Castelforte
- Santa Margherita V.M. - Coreno Ausonio (FR)
- Sant'Antonio di Padova - Santi Cosma e Damiano
- Santi Cosma e Damiano - Santi Cosma e Damiano
- San Martino di Tours - Ventosa di Santi Cosma e Damiano
- San Giovanni Battista - Spigno Saturnia
- Santa Croce - Spigno Saturnia